# NGC 7183
NGC 7183 é uma galáxia espiral (S0-a) localizada na direcção da constelação de Aquarius. Possui uma declinação de -18° 54' 56" e uma ascensão recta de 22 horas, 02 minutos e 21,2 segundos.
A galáxia NGC 7183 foi descoberta em 23 de Setembro de 1786 por William Herschel.